# Idiolispa aestivalis
Idiolispa aestivalis är en stekelart som beskrevs av Henry Keith Townes, Jr. 1962. Idiolispa aestivalis ingår i släktet Idiolispa och familjen brokparasitsteklar. Inga underarter finns listade i Catalogue of Life.